# Lasse Nolte

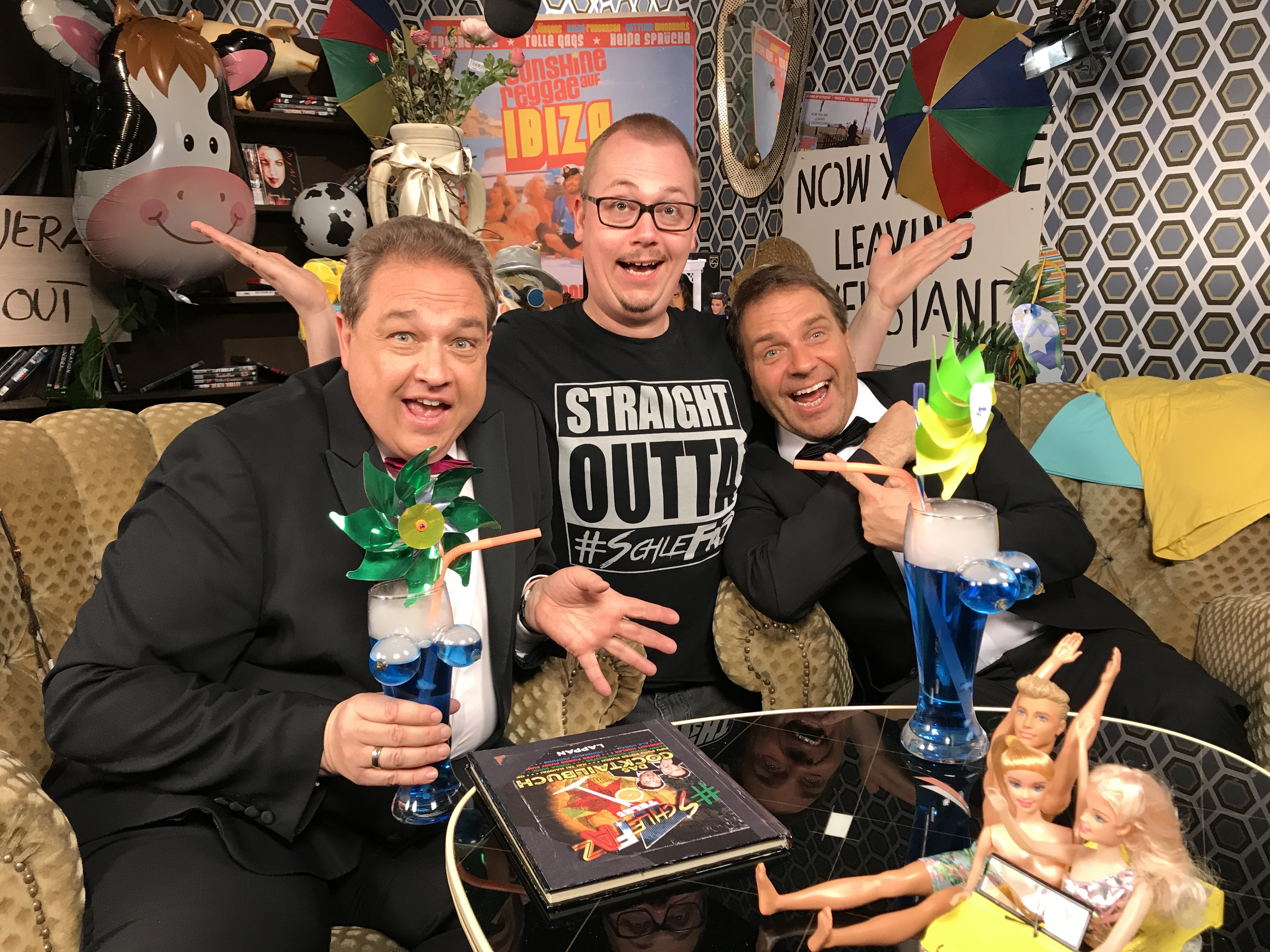
Lasse Nolte (Bildmitte, 2017)

Lasse Nolte (* 1980 in Göttingen) ist ein deutscher Drehbuchautor und Filmregisseur mit einem Schwerpunkt im Bereich Comedy und Satire.

## Biographie
Lasse Nolte studierte seit dem Wintersemester 2000 in der Regieabteilung an der Hochschule für Fernsehen und Film München und beendete das Studium im November 2007, nachdem sein Abschlussfilm Der Goldene Nazivampir von Absam 2 – Das Geheimnis von Schloß Kottlitz bei der Prüfungskommission einen Eklat provoziert hatte. Sein erster Kurzfilm Ein Fehler erhielt das Prädikat „wertvoll“ der Filmbewertungsstelle Wiesbaden. Im Verlauf seines Studiums entstanden mehrere Filme, Kurzfilme, Industriefilme, Drehbücher, akustische Arbeiten, Schnittarbeiten und Filmkonzepte.
Lasse Nolte ist seit 2008 schwerpunktmäßig als Autor für Filmproduktionen tätig. Zwischen 2014 und 2020 war er Regisseur und Co-Autor der Satiresendung Kalkofes Mattscheibe, zwischen 2015 und 2021 war er Co-Autor des satirischen Formats Die schlechtesten Filme aller Zeiten (SchleFaZ). In den Wochen vor der Bundestagswahl 2017 zeigte Tele 5 die gemeinsam von Nolte und Peter Rütten geschriebene, animierte Serie Muttis Kampf, die montags bis donnerstags in 10 Minuten langen Folgen den Wahlkampf satirisch begleitete. Jenseits von Comedy- und Satireformaten schrieb Nolte unter anderem für die ZDF-Serie Kanzlei Berger.